# Distretto di Yujing
Il distretto di Yujing (玉井區S, Yùjǐng QūP) è un distretto della municipalità di Tainan, situata a Taiwan.